# 2019年世界ジュニア柔道選手権大会
2019年世界ジュニア柔道選手権大会（第23回世界ジュニア柔道選手権大会）は、2019年10月16日～20日にモロッコのマラケシュで開催された柔道の世界ジュニア選手権。モロッコでの開催は2010年大会がアガディールで行われて以来9年ぶり2度目となる。なお、2019年からは2009年以来行われてきた男女の最軽量級である55kg級と44kg級が廃止された。また、開催国は各階級2名出場することが可能となった。

## 大会結果

### 男子
| 階級        | 金                             | 銀                       | 銅                                          |
| ----------- | ------------------------------ | ------------------------ | ------------------------------------------- |
| 60kg以下級  | コンスタンチン・シメオニディス | アーマド・ユシフォフ     | 末松賢 サリフ・イルディズ                   |
| 66kg以下級  | ウィリアン・リマ               | 武岡毅                   | イブラヒム・アリエフ ミカエル・マルセリノ   |
| 73kg以下級  | ソモン・マフマドベコフ         | ゲオルギー・エルバキエフ | エドアルド・メッラ ビクトル・ステルプ       |
| 81kg以下級  | ウラジーミル・アハルカツィ     | ダビド・カラペティアン   | タト・グリガラシビリ ギウエルメ・シュミット |
| 90kg以下級  | ラシャ・ベカウリ               | ゴズ・ロランド           | ジェンナーロ・ピレッリ ルイス・マイ         |
| 100kg以下級 | 神垣和他                       | イリア・スラマニゼ       | メルト・シスマンラル ゾムボル・ベグ         |
| 100kg超級   | 松村颯祐                       | エリック・アブラモフ     | シポツ・リカルド キム・ミンジョン           |

### 女子
| 階級       | 金                           | 銀                         | 銅                                            |
| ---------- | ---------------------------- | -------------------------- | --------------------------------------------- |
| 48kg以下級 | 古賀若菜                     | シリヌ・ブクリ             | アンドレア・ストヤディノフ チョン・スソン     |
| 52kg以下級 | ルハグバスレン・ソソルバラム | 許琳宣                     | 川田歩実 ラリサ・ピメンタ                     |
| 57kg以下級 | エテリ・リパルテリアニ       | 袴田佳名瑚                 | プレウニ・コルネリセ 金知秀                   |
| 63kg以下級 | エズバシュ・ソフィ           | アニャ・オブラドヴィッチ   | 浦明澄 ラウラ・ファズリウ                     |
| 70kg以下級 | 朝飛真実                     | マディナ・タイマゾワ       | モルガネ・フェレオル マルレーネ・ガランディ   |
| 78kg以下級 | 和田梨乃子                   | レネー・ファンハルセラール | パトリシア・サンパイオ クリスティナ・ファベル |
| 78kg超級   | 高橋瑠璃                     | キム・ハユン               | マリト・カンプス タイマ・デュラン             |

### 男女混合団体戦
| 優勝                                                     | 2位 | 3位 | 3位 |
| 日本 川田歩実 塚本綾 朝飛真実 増山香補 高橋瑠璃 松村颯祐 | ロシア ダリア・カシナ マフマドベク・マフマドベコフ ダリ・リルアシビリ マリア・グリズロワ マンスール・ロルサノフ アラナ・アルボロワ バレリー・エンドビツキー | フランス オペリ・ベロッツィ イスライル・ダカエフ モルガネ・フェレオル フランシス・ダミエル エニエル・カロリ タイナ・デュラン レア・フォンテーヌ ティエマン・ディアビ | ジョージア エテリ・リパルテリアニ ルカ・カプナゼ マリアム・チャントリア ラシャ・ベカウリ ミヘイリ・ベカウリ サロメ・マキシビリ ゲラ・ザアリシビリ |

### 各国メダル数
| 順 | 国・地域             | 金 | 銀 | 銅 | 計 |
| -- | -------------------- | -- | -- | -- | -- |
| 1  | 日本                 | 7  | 2  | 3  | 12 |
| 2  | ジョージア           | 3  | 1  | 2  | 6  |
| 3  | ロシア               | 1  | 4  | 0  | 5  |
| 4  | ハンガリー           | 1  | 1  | 2  | 4  |
| 5  | ブラジル             | 1  | 0  | 3  | 4  |
| 6  | モンゴル             | 1  | 0  | 0  | 1  |
| 6  | タジキスタン         | 1  | 0  | 0  | 1  |
| 8  | ドイツ               | 0  | 1  | 3  | 4  |
| 8  | フランス             | 0  | 1  | 3  | 4  |
| 10 | 韓国                 | 0  | 1  | 2  | 3  |
| 10 | オランダ             | 0  | 1  | 2  | 3  |
| 12 | アゼルバイジャン     | 0  | 1  | 1  | 2  |
| 12 | セルビア             | 0  | 1  | 1  | 2  |
| 14 | チャイニーズタイペイ | 0  | 1  | 0  | 1  |
| 15 | イタリア             | 0  | 0  | 2  | 2  |
| 15 | トルコ               | 0  | 0  | 2  | 2  |
| 17 | コソボ               | 0  | 0  | 1  | 1  |
| 17 | モルドバ             | 0  | 0  | 1  | 1  |
| 17 | ポルトガル           | 0  | 0  | 1  | 1  |
| 17 | 北朝鮮               | 0  | 0  | 1  | 1  |

### 男子
| 60kg級    | ロシア       | コンスタンチン・シメオニディス | 27位                 |
| 66kg級    | ブラジル     | ウィリアン・リマ               | 8位(シニアでは93位)  |
| 73kg級    | タジキスタン | ソモン・マフマドベコフ         | 58位(シニアでは31位) |
| 81kg級    | ジョージア   | ウラジーミル・アハルカツィ     | 17位                 |
| 90kg級    | ジョージア   | ラシャ・ベカウリ               | 1位(シニアでは42位)  |
| 100kg級   | 日本         | 神垣和他                       | 65位                 |
| 100kg超級 | 日本         | 松村颯祐                       | 32位                 |

### 女子
| 48kg級   | 日本       | 古賀若菜                     | 43位(シニアでは57位)         |
| 52kg級   | モンゴル   | ルハグバスレン・ソソルバラム | ランキング外(シニアでは21位) |
| 57kg級   | ジョージア | エテリ・リパルテリアニ       | 1位(シニアでは49位)          |
| 63kg級   | ハンガリー | エズバシュ・ソフィ           | 5位                          |
| 70kg級   | 日本       | 朝飛真実                     | 77位                         |
| 78kg級   | 日本       | 和田梨乃子                   | 2位(シニアでは47位)          |
| 78kg超級 | 日本       | 高橋瑠璃                     | 58位                         |

### 男子
| 60kg級    | ブラジル     | レナン・トレス               | 初戦敗退  |
| 66kg級    | ブラジル     | ミカエル・マルセリノ         | 銅メダル  |
| 73kg級    | アルジェリア | アブデルカデル・マブルク     | 初戦敗退  |
| 81kg級    | カナダ       | アレクサンドル・アレンシビア | 3回戦敗退 |
| 90kg級    | ジョージア   | ラシャ・ベカウリ             | 金メダル  |
| 100kg級   | 日本         | 関根聖隆                     | 不出場    |
| 100kg超級 | ジョージア   | ゲラ・ザアリシビリ           | 初戦敗退  |

### 女子
| 48kg級   | カザフスタン | ガリヤ・ティンバエワ           | 7位      |
| 52kg級   | フランス     | ファイザ・モクダル             | 不出場   |
| 57kg級   | ジョージア   | エテリ・リパルテリアニ         | 金メダル |
| 63kg級   | セネガル     | アンナ・シガ・ファエ           | 初戦敗退 |
| 70kg級   | イギリス     | ケリー・ピーターセン＝ポラード | 初戦敗退 |
| 78kg級   | ポルトガル   | パトリシア・サンパイオ         | 銅メダル |
| 78kg超級 | ブラジル     | ルイザ・クルス                 | 初戦敗退 |

(出典、JudoInside.com)。

## 団体戦の完全制覇
今大会日本チームが男女混合団体戦を制したことにより、世界カデ、世界選手権と、同一年に世界大会における男女の団体戦で、2015年に続いて2度目となるハットトリックを達成した。